# Shark Peak
Shark Peak är en bergstopp i Antarktis. Den ligger i Östantarktis. Australien gör anspråk på området. Toppen på Shark Peak är 1 213 meter över havet.
Terrängen runt Shark Peak är lite kuperad. Trakten är obefolkad. Det finns inga samhällen i närheten.